# Scolopia acuminata
Scolopia acuminata är en videväxtart som beskrevs av Dominique Clos. Scolopia acuminata ingår i släktet Scolopia och familjen videväxter. Inga underarter finns listade i Catalogue of Life.